# Служилый князь
Служилые князья, служебные князья, подручники — в средневековой Руси класс князей, находящихся на службе у владетельных князей.
Служилые или служебные князья были двух видов: князья, ровно ничего не имевшие, и князья, обладавшие наследственными отчинами. В летописании середины XVI века к ним близок по смыслу термин «княжата». Служилый князь, в стародавние времена на Новгородчине и Псковщине — на кормеже, на жалованье, чужой, принятый как ратный воевода. Первым примером служилого князя на Руси стал галицкий князь Иван Ростиславич «Берладник».

## История
Одна часть служилых князей была безземельными, обычно насильственным путём лишившаяся земельных владений (с XI века). Вторая часть сама была мелкими вотчинниками, вынужденными прибегать к покровительству великих князей Московских и Литовских (с XIV века), после чего сохранявшими в своих руках суд, управление и наследственное владение.

… Получая от Сигизмунда земли, бежавшие из-под московского владычества удельные князья теряли свою самостоятельность и делались служебными; они давали присягу: «после смерти нам и нашим детям служить тому, кто будет на литовском престоле; если после нас не будет потомков, то нашей земле от великих княжеств литовских не отступаться». В числе условий, разрешавших князей от присяги, были пункты, дававшие возможность служебным князьям весьма часто менять своего господина, именно: отказ великого князя защищать служебных князей от обидчика, неоказание чести и милости, — все это разрешало от присяги. Такая формула присяги вела к тому, что то литовское, то московское правительство принимало к себе перебежчиков с землями, и этим вызывались постоянные ссоры. …— Шемячич, Василий Иванович // Русский биографический словарь : в 25 томах. — СПб.—М., 1896—1918.
Известия о служилых князьях встречаются с середины XIII века. Ранее для обозначения подобного положения одного князя по отношению к другому использовалось слово подручник (такие отношения могли быть связаны с уплатой дани), в отличие от сын (могли быть связаны с несением военной службы) и брат. Широко известный эпизод с острижением бороды послу Андрея Боголюбского Михну и последующими военными действиями был связан с тем, что князь позволил себе обратиться к своему двоюродному племяннику в 1173 году не как к князю, а как к подручнику и простому человеку. В эпоху Дмитрия Донского (1363—1389) подручными князьями великого князя московского называются, в частности, белозерские князья, чьи владения были выкуплены Иваном Калитой у их предков. Впоследствии, при образовании Российского централизованного государства, в служилых превратилось большинство удельных князей. Также служилые князья, лишившись многих своих привилегий, утратили то лидирующее положение при московском дворе, которое они заняли в XIV—XV веках, уступив его боярам.
Служилыми князьями в Новгороде были приглашённые для оборонительных и военных целей литовские, белозерские, суздальские и другие князья. Они могли получить в кормление пригороды и земли.

## Персоналии
- А. И. Прозоровский[14];